# Fallet Paragon
Fallet Paragon är en svensk TV-serie (thriller) i tre delar från 1994. Serien regisserades av Pelle Seth och i huvudrollen som skatterevisor Kruse ses Samuel Fröler.

## Handling
Skatterevisor Kruse kämpar ensam mot ett välkänt internationellt bolag. Han tvingas ta till olagliga metoder för att få tag i den information han behöver.

## Rollista
- Samuel Fröler – Kristoffer Kruse
- Philip Zandén – Markus Jonsson
- Cecilia Walton – Birgitta Kruse
- Sten Johan Hedman – Verner Pihl
- Anneli Martini – Elsa Klimkowskij
- Gösta Bredefeldt – Anton Jonsson
- Per Myrberg – Gustav Vincent
- Mats Bergman – Ludde
- Mathias Johansson – Herman Kruse
- Karin Hagås – Siri Kruse
- Gustav Levin – Fredrik Wrangensjö
- Pia Oscarsson – Camilla Berg
- Thomas Roos – Paul Remy
- Heinz Hopf – advokat Bergström
- Claes Ljungmark – advokat Lundblad
- Berit Tancred – sekreteraren i skattehuset
- Rolf Eberg – vaktmästaren i skattehuset
- Myrra Malmberg – assistenten i skattehuset
- Sonja Hejdeman – statsåklagare Grossklein
- Sten Wahlund – domare
- Michael Mansson – städaren
- Margareta Pettersson – kvinnan i restaurangen
- Lars-Erik Friberg – ekonomidirektör Paavo
- Marika Miklos	– sekreteraren hos Delta Shipping
- Thomas Segerström	– bolagsjurist Martin Starck
- Rolf Skoglund – spelklubbsägaren
- Rolf Jenner – ABAB-vakt
- Berit Carlberg – sekreteraren hos Transaaron
- Inga-Lill Andersson – receptionisten hos Transaaron
- Regina Lund – Linda
- Jonas Falk – domare
- Jon-Paul Asplund – cykelpojken
- Leif Andrée – far till cykelpojken
- Per Flygare – kommissarie Strage
- Erik Hansson – raggaren
- Viktor Friberg – Ramon Karp
- Maire Sillanpää – skolfröken
- Sven-Åke Wahlström – dörrvakten
- Jan Mybrand – den berusade mannen
- Gino Samil – clownen
- Ants Vain – kapten Skog
- Ülle Kaljuste	– Anna
- Lembit Ulfsak	– doktor Reslovskij
- Sulev Teppart	– vakt hos Paragon
- Dajan Ahmetov	– vakt hos Paragon
- Dan Põldroos – vakt hos Paragon
- Kaido Randalu	– vakt hos Paragon
- Siimi Rulli – vakt hos Paragon

## Om serien
Serien produceras av Lars Bjälkeskog och Jan-Ove Jonsson för Sveriges Television. Manus skrevs av Lars Bill Lundholm och Thomas Borgström och musiken komponerades av Nils Landgren. Rolf Lindström var fotograf och Micke Kinning scenograf. Serien sändes första gången i Kanal 1 mellan den 18 oktober och 1 november 1994. 1999 visades den i kroatisk TV.